# Anton Schwob
Anton Schwob (* 29. August 1937 in Apatin, Königreich Jugoslawien; † 30. Oktober 2023 in Salzburg) war ein österreichischer Germanist und Professor an der Karl-Franzens-Universität Graz für Ältere deutsche Sprache und Literatur.

## Leben
Nach traumatischen Kindheitserlebnissen im Lager Gakovo bei Sombor gelang Schwob 1947 gemeinsam mit der Mutter die Flucht nach Österreich. Er besuchte die Hauptschule und Bundes-Lehrerbildungsanstalt in Salzburg.
Ab 1957 studierte Schwob die Fächer Germanistik, Geschichte, Kunstgeschichte und Philosophie an den Universitäten Marburg an der Lahn, München und Innsbruck, wo er 1959 Mitglied der katholischen Studentenverbindung K.Ö.H.V. Leopoldina im ÖCV wurde. In Marburg arbeitete er am Deutschen Sprachatlas (bei Walther Mitzka und Ludwig Erich Schmitt) mit, er erfasste und protokollierte dabei 1963 und 1964  südostdeutsche Mundarten. 1967 promovierte er bei Johannes Erben in Innsbruck zum Dr. phil. Seit 1964 war er mit der Historikerin Ute Monika Schwob, geb. Schuller, verheiratet, mit der er zwei Kinder hat.
Von 1968 bis 1982 war Schwob Assistent am Institut für Germanistik der Universität Innsbruck, 1979 habilitierte er sich, 1981 war er Gastdozent an der Universität Wien. Ab 1982 hatte er eine Professur für Ältere deutsche Sprache und Literatur an der Universität Graz inne, 1992 bis 1998 und 2002 bis 2004 war er Vorstand am dortigen Institut für Germanistik. 1999 wirkte er als Dekan der Geisteswissenschaftlichen Fakultät der Universität Graz. Nach seiner Emeritierung mit 1. Oktober 2005 übersiedelte er nach Salzburg.

## Forschungsschwerpunkte
- Ältere deutsche Sprache und Literatur, Germanistische Mediävistik
- Spätmittelalterliche deutsche Lyrik
- Oswald von Wolkenstein
- Sprache und Literatur südostdeutscher Sprachinseln

## Publikationen
- Siedlermischung und Sprachausgleich in jungen südostdeutschen Sprachinseln am Beispiel der Mundart von Neubeschenowa im Banat. Phil. Diss. masch. Innsbruck 1967.
- Wege und Formen des Sprachausgleichs in neuzeitlichen ost- und südostdeutschen Sprachinseln (= Buchreihe der Südostdeutschen Historischen Kommission. Bd. 25). München 1971.
- Oswald von Wolkenstein. Eine Biographie (= Schriftenreihe des Südtiroler Kulturinstitutes. Bd. 4). Bozen 1977 (2. Aufl. Bozen 1977. 3. Aufl. Bozen 1979. 1. Nachdruck der 3. Aufl. Bozen 1982, 2. Nachdruck der 3. Aufl. Bozen 1989).
- Historische Realität und literarische Umsetzung. Beobachtungen zur Stilisierung der Gefangenschaft in den Liedern Oswalds von Wolkenstein (= Innsbrucker Beiträge zur Kulturwissenschaft. Germanistische Reihe. Bd. 9). Innsbruck 1979.
- Die Lebenszeugnisse Oswalds von Wolkenstein. Edition und Kommentar. Böhlau, Wien / Köln / Weimar. Band 1: 1382–1419, Nr. 1–92. Hrsg. von Anton Schwob unter Mitarbeit von Karin Kranich-Hofbauer, Ute Monika Schwob und Brigitte Spreitzer. 1999. – Band 2: 1420–1428, Nr. 93–177. Hrsg. von Anton Schwob unter Mitarbeit von Karin Kranich-Hofbauer, Ute Monika Schwob und Brigitte Spreitzer. 2001. – Band 3: 1428–1437, Nr. 178–276. Hrsg. von Anton Schwob unter Mitarbeit von Karin Kranich-Hofbauer und Brigitte Spreitzer, kommentiert von Ute Monika Schwob. 2004.
- (mit Ute Monika Schwob) Ausgewählte Studien zu Oswald von Wolkenstein. Innsbruck University Press, Innsbruck 2014, ISBN 978-3-901064-42-5.
- 24 Bände als Herausgeber
- Herausgeberschaft mehrerer Buchreihen und Zeitschriften
- über 70 Aufsätze, außerdem Forschungsberichte, Miszellen, Artikel in Handbüchern, Lexika und Rezensionen

## Ehrungen und Auszeichnungen
- 1970 Theodor-Körner-Preis (Wien)
- 1975 Ehrengabe zum Georg Dehio-Preis für Kultur- und Geistesgeschichte (Esslingen)
- 1981 Kardinal-Innitzer-Förderungspreis 1981 für Geisteswissenschaften (Wien)
- 2001 Ehrendoktorat der Lucian-Blaga-Universität Sibiu / Hermannstadt
- 2003 Ehrendoktorat der Janus-Pannonius-Universität Pécs
- 2005 Großes Silbernes Ehrenzeichen für Verdienste um die Republik Österreich[2]
- 2005 Großes Ehrenzeichen des Landes Steiermark
- 2005 Ehrenmitglied der Gesellschaft Ungarischer Germanisten
- 2014 Tiroler Adler-Orden in Gold
- Anton Schwob war Mitglied des Ritterordens vom Heiligen Grab zu Jerusalem

## Funktionen
- seit 1984 Mitglied des wissenschaftlichen Beirats des Instituts für donauschwäbische Geschichte und Landeskunde Tübingen
- 1996–2000 Präsident der Österreichischen Gesellschaft für Germanistik
- seit 1997 Präsident der Österreich-Kooperation Wien
- seit 2000 Mitglied des wissenschaftlichen Beirats des Österreich-Instituts Wien
- seit 2003 Vorstandsmitglied des Instituts für deutsche Kultur und Geschichte Südosteuropas an der  Ludwig-Maximilians-Universität in München